# فرودگاه سکتستا
فرودگاه سکتستا (به انگلیسی: Scatsta Airport) یک فرودگاه همگانی با کد یاتا SCS است که یک باند فرود آسفالت دارد و طول باند آن ۱۳۶۰ متر است. این فرودگاه در شهر شتلند کشور اسکاتلند قرار دارد و در ارتفاع ۲۵ متری از سطح دریا واقع شده است.